# Обстріли Берислава (2025)
Ця стаття є частиною сторінки Обстріли Берислава з 24 лютого 2022 року, яка є частиною Історії Берислава.
Про події попередніх років дивіться Обстріли Берислава (2022 рік), Обстріли Берислава (2023 рік) та Обстріли Берислава (2024 рік).
Обстріли Берислава за 2025 рік — низка терористичних атак на місто Берислав та район військами РФ, що почалися під час російського вторгнення в Україну з 24 лютого 2022 року та тривають понині.
Берислав до вторгнення Росії в Україну був осередком освіти Херсонщини з двома коледжами.
Зараз місто зазнало значних руйнувань, заміновані околиці, відсутні комунальні послуги. Під час окупації в місті була гостра нестача продуктів та ліків. Після деокупації місто зазнало нових випробувань, зокрема, відсутності електроенергії та води. Зараз Берислав перебуває під постійними обстрілами, внаслідок яких багато будинків пошкоджено, є поранені та загиблі. Багато людей в місті відмовляються покидати свої домівки, незважаючи на обстріли.

## Хронологія
| №   | Місяць   | Стаття                             |
| --- | -------- | ---------------------------------- |
| 1.  | Січень   | Обстріли Берислава (січень 2025)   |
| 2.  | Лютий    | Обстріли Берислава (лютий 2025)    |
| 3.  | Березень | Обстріли Берислава (березень 2025) |
| 4.  | Квітень  | Обстріли Берислава (квітень 2025)  |
| 5.  | Травень  | Обстріли Берислава (травень 2025)  |
| 6.  | Червень  | Обстріли Берислава (червень 2025)  |
| 7.  | Липень   | Обстріли Берислава (липень 2025)   |
| 8.  | Серпень  | Обстріли Берислава (серпень 2025)  |
| 9.  | Вересень | Обстріли Берислава (вересень 2025) |
| 10. | Жовтень  | Обстріли Берислава (жовтень 2025)  |
| 11. | Листопад | Обстріли Берислава (листопад 2025) |
| 12. | Грудень  | Обстріли Берислава (грудень 2025)  |